# Rhagodessa cloudsleythompsoni
Rhagodessa cloudsleythompsoni är en spindeldjursart som beskrevs av Benoit 1964. Rhagodessa cloudsleythompsoni ingår i släktet Rhagodessa och familjen Rhagodidae. Inga underarter finns listade i Catalogue of Life.